# Giancarlo Vilarinho
Giancarlo Vilarinho (* 2. April 1992 in São Paulo) ist ein ehemaliger brasilianischer Autorennfahrer.

## Karriere
Wie die meisten Motorsportler begann Vilarinho seine Karriere im Kartsport. 2008 debütierte er im Formelsport. Für EuroInternational trat er in der amerikanischen Formel BMW an. Während sein Teamkollege Alexander Rossi den Meistertitel gewann, wurde Vilarinho mit zwei zweiten Plätzen als beste Resultate Sechster. Außerdem nahm er als Gaststarter an sechs Rennen der europäischen Formel BMW teil. 2009 blieb Vilarinho bei EuroInternational in der amerikanischen Formel BMW. Er duellierte sich mit seinem Teamkollegen Gabby Chaves um den Titel. Obwohl Vilarinho mit sieben Siegen die Hälfte aller Rennen gewann, musste er sich mit 187 zu 235 Punkten Chaves geschlagen geben und wurde Vizemeister. Außerdem nahm er an einem Rennen der Star Mazda Series teil.
Nachdem die amerikanische Formel BMW eingestellt worden war, war Vilarinho 2010 zunächst ohne Cockpit. Im August nahm er schließlich für Andersen Racing an zwei Indy-Lights-Rennen teil. In der Gesamtwertung belegte er den 27. Platz.
In der Folge wurde bei Vilarinho eine Erkrankung mit dem Hodgkin-Lymphom diagnostiziert, weswegen er seine Karriere aussetzen musste. 2016 gab er bekannt die Krankheit besiegt zu haben.

## Statistik

### Karrierestationen
- 2008: Amerikanische Formel BMW (Platz 6)
- 2009: Amerikanische Formel BMW (Platz 2)
- 2009: Star Mazda Series
- 2010: Indy Lights (Platz 27)